# استان پاتاز
استان پاتاز (به اسپانیایی: Provincia de Pataz) یک منطقهٔ مسکونی در پرو است که در منطقه لا لیبرتاد واقع شده‌است.
 استان پاتاز ۴٬۲۲۶٫۵۳ کیلومتر مربع مساحت و ۶۶٬۵۵۹ نفر جمعیت دارد.